# لولوبة منحنية
لولوبة منحنية (الاسم العلمي: Spiranthes cernua) هي نوع من النباتات يتبع جنس اللولوبة من الفصيلة السحلبية.